# Sheldon (Dakota del Norte)
Sheldon es una ciudad ubicada en el condado de Ransom en el estado estadounidense de Dakota del Norte. En el censo de 2010 tenía una población de 116 habitantes y una densidad poblacional de 199,95 personas por km².

## Geografía
Sheldon se encuentra ubicada en las coordenadas 46°35′15″N 97°29′31″O / 46.58750, -97.49194. Según la Oficina del Censo de los Estados Unidos, Sheldon tiene una superficie total de 0.58 km², de la cual 0.58 km² corresponden a tierra firme y (0%) 0 km² es agua.

## Demografía
Según el censo de 2010, había 116 personas residiendo en Sheldon. La densidad de población era de 199,95 hab./km². De los 116 habitantes, Sheldon estaba compuesto por el 94.83% blancos, el 0% eran afroamericanos, el 1.72% eran amerindios, el 0% eran asiáticos, el 0% eran isleños del Pacífico, el 0% eran de otras razas y el 3.45% pertenecían a dos o más razas. Del total de la población el 0% eran hispanos o latinos de cualquier raza.